# Jewgienij Wasiukow
Jewgienij Andriejewicz Wasiukow, ros. Евгений Андреевич Васюков (ur. 5 marca 1933 w Moskwie, zm. 10 maja 2018 tamże) – rosyjski szachista i trener szachowy, arcymistrz od 1961 roku.

## Kariera szachowa
W latach 60. i 70. należał do szerokiej czołówki radzieckich szachistów. Sześciokrotnie (w latach 1955, 1958, 1960, 1962, 1972 i 1978) zwyciężył w mistrzostwach Moskwy. Wielokrotnie wystąpił w finałach mistrzostw Związku Radzieckiego, najlepszy wynik (III miejsce) osiągając w roku 1967 w Charkowie. W 1965 triumfował w III memoriale Akiby Rubinsteina w Polanicy-Zdroju. W 1974 odniósł swój największy indywidualny sukces, zwyciężając w bardzo silnie obsadzonym turnieju w Manili (m.in. przed Tigranem Petrosjanem, Bentem Larsenem, Svetozarem Gligoriciem i Lajosem Portischem). Poza tymi osiągnięciami, zwyciężył lub podzielił I miejsca w Moskwie (1961, 1962), Belgradzie (1961), Warnie (1964), Reykjaviku (1968), Skopje (1970), Złotych Piaskach (1971), Zalaegerszeg (1977) i Pradze (1980). W roku 1972 był trenerem polskiej drużyny na szachowej olimpiadzie w Skopje, natomiast w 1987 triumfował w Atenach w turnieju Acropolis.
Odnosił znaczące sukcesy w kategorii „weteranów” (powyżej 60. roku życia). W roku 1995 zdobył w Bad Liebenzell tytuł mistrza świata, natomiast w 2005 podzielił I miejsce na mistrzostwach Rosji oraz zdobył brązowy medal na mistrzostwach świata w Lignano Sabbiadoro.
Najwyższy ranking w karierze osiągnął 1 stycznia 1976 r., z wynikiem 2580 punktów dzielił wówczas 17–19. miejsce (wspólnie z Paulem Keresem i Wasilijem Smysłowem) na światowej liście FIDE, jednocześnie dzieląc 8–10. miejsce wśród radzieckich szachistów.